# Maëlle Garbino
Maëlle Antonia Garbino (Vienne, 9 agosto 1996) è una calciatrice francese, centrocampista offensivo del Paris FC.

## Carriera

### Club
Garbino cresce calcisticamente nelle giovanili dell'Olympique Lione fino all'Under-19, con la quale disputa il Challenge National Élite fino alla stagione 2013-2014, ottenendo in quell'occasione il suo primo trofeo in carriera.
Dalla stagione successiva è aggregata alla prima squadra, sotto la direzione del tecnico Gérard Prêcheur, facendo il suo debutto in Division 1 Féminine, massimo livello del campionato francese femminile di calcio, il 3 dicembre 2014, alla 9ª giornata di campionato, rilevando al 68' Ada Hegerberg nell'incontro vinto in trasferta per 6-0 sul Saint-Étienne. Prêcheur la impiega tuttavia raramente (3 presenze totali in campionato e altre 3, con 3 reti realizzate, in CF), trovando poco spazio anche nella stagione 2015-2016, ma avendo l'occasione di debuttare in UEFA Women's Champions League l'8 ottobre 2015, all'andata dei sedicesimi di finale del torneo 2015-2016, rilevando Amel Majri al 77' dell'incontro esterno vinto 6-0 sulle campionesse di Polonia del Medyk Konin.
Durante la successiva sessione estiva di calciomercato si trasferisce al Saint-Étienne per poter disputare con maggiore continuità la stagione 2016-2017 alla guida del tecnico Hervé Didier. Fa il suo esordio con la nuova maglia già alla 1ª giornata di campionato di Division 1, giocando da titolare tutti i 90 minuti nel pareggio interno per 1-1 con le avversarie del Rodez. Da allora condivide con le compagne la difficile stagione che vede la sua squadra, complice anche l'infortunio subito con la nazionale B assieme alla compagna Lucie Pingeon in occasione dell'Istria Cup, concludere all'11º posto in campionato a un solo punto dalla salvezza, costringendola alla retrocessione in Division 2 dopo 10 stagioni in massima serie. Garbino resta legata al club per un'altra stagione; tuttavia la squadra allenata ora da Jérôme Bonnet, pur riuscendo a disputare un campionato di vertice, fallisce il ritorno in D1, concludendo seconda a 5 punti dal Digione.
Il 13 giugno 2018 viene annunciato il suo trasferimento al Bordeaux, con cui firma un contratto biennale valido a partire dalla stagione 2018-2019.
Il 1º luglio 2023 è stato ufficializzato il passaggio a titolo definitivo di Garbino alla Juventus, in Serie A, con cui ha firmato un contratto biennale. Il 7 gennaio 2024, la centrocampista ha segnato il gol della vittoria per 2-1 sulla Roma nella finale di Supercoppa italiana. Dopo una sola stagione con la società bianconera, è tornata a giocare nel campionato francese per l'annata 2024-25, trasferendosi al Paris FC.

## Statistiche

### Presenze e reti nei club
Statistiche aggiornate al 20 ottobre 2024.
| Stagione               | Squadra                | Campionato             | Campionato | Campionato | Coppe nazionali | Coppe nazionali | Coppe nazionali | Coppe continentali | Coppe continentali | Coppe continentali | Altre coppe | Altre coppe | Altre coppe | Totale | Totale |
| Stagione               | Squadra                | Comp                   | Pres       | Reti       | Comp            | Pres            | Reti            | Comp               | Pres               | Reti               | Comp        | Pres        | Reti        | Pres   | Reti   |
| ---------------------- | ---------------------- | ---------------------- | ---------- | ---------- | --------------- | --------------- | --------------- | ------------------ | ------------------ | ------------------ | ----------- | ----------- | ----------- | ------ | ------ |
| 2014-2015              | Olympique Lione        | D1                     | 3          | 0          | CF              | 3               | 3               | UWCL               | -                  | -                  | -           | -           | -           | 6      | 3      |
| 2015-2016              | Olympique Lione        | D1                     | 2          | 0          | CF              | 1               | 1               | UWCL               | 1                  | 0                  | -           | -           | -           | 4      | 1      |
| Totale Olympique Lione | Totale Olympique Lione | Totale Olympique Lione | 5          | 0          | -               | 4               | 4               | -                  | 1                  | 0                  | -           | -           | -           | 10     | 4      |
| 2016-2017              | Saint-Étienne          | D1                     | 14         | 12         | CF              | 1               | 0               | -                  | -                  | -                  | -           | -           | -           | 15     | 12     |
| 2017-2018              | Saint-Étienne          | D2                     | 7          | 5          | CF              | 2               | 0               | -                  | -                  | -                  | -           | -           | -           | 9      | 5      |
| Totale Saint-Étienne   | Totale Saint-Étienne   | Totale Saint-Étienne   | 21         | 17         | -               | 3               | 0               | -                  | -                  | -                  | -           | -           | -           | 24     | 17     |
| 2018-2019              | Bordeaux               | D1                     | 20         | 0          | CF              | 1               | 0               | -                  | -                  | -                  | -           | -           | -           | 21     | 0      |
| 2019-2020              | Bordeaux               | D1                     | 15         | 0          | CF              | 3               | 0               | -                  | -                  | -                  | -           | -           | -           | 18     | 0      |
| 2020-2021              | Bordeaux               | D1                     | 20         | 6          | CF              | -               | -               | -                  | -                  | -                  | -           | -           | -           | 20     | 6      |
| 2021-2022              | Bordeaux               | D1                     | 21         | 3          | CF              | 1               | 0               | UWCL               | 4                  | 0                  | -           | -           | -           | 26     | 3      |
| 2022-2023              | Bordeaux               | D1                     | 21         | 12         | CF              | 2               | 1               | -                  | -                  | -                  | -           | -           | -           | 23     | 13     |
| Totale Bordeaux        | Totale Bordeaux        | Totale Bordeaux        | 97         | 21         | -               | 7               | 1               | -                  | 4                  | 0                  | -           | -           | -           | 108    | 22     |
| 2023-2024              | Juventus               | A                      | 20         | 3          | CI              | 4               | 2               | UWCL               | 1                  | 0                  | SI          | 1           | 1           | 26     | 6      |
| 2024-2025              | Paris FC               | PL                     | 4          | 4          | CF              | -               | -               | UWCL               | 4                  | 0                  | -           | -           | -           | 8      | 4      |
| Totale carriera        | Totale carriera        | Totale carriera        | 147        | 45         | -               | 18              | 7               | -                  | 10                 | 0                  | -           | 1           | 1           | 176    | 53     |

## Palmarès

### Club
- Campionato francese: 2

Olympique Lione: 2014-2015, 2015-2016
- Coppa di Francia: 3

Olympique Lione: 2014-2015, 2015-2016
Paris FC: 2024-2025
- Supercoppa italiana: 1

Juventus: 2023
- Coppa di Francia: 1

Paris FC: 2024-2025